# Teorema del eje paralelo

Ilustración del teorema de Steiner:
El eje de rotación 1 pasa por el centro de masas del cuerpo de masa.
El eje de rotación 2 está desplazado la distancia d.

El teorema del eje paralelo, también conocido como teorema de Huygens–Steiner, o simplemente como teorema de Steiner, (nombrado así en referencia a Christiaan Huygens y Jakob Steiner), puede utilizarse para determinar el momento de inercia o segundo momento de área de un cuerpo rígido respecto a cualquier eje, a partir del momento de inercia del cuerpo respecto a un eje paralelo al anterior que pase a través del centro de masas del objeto, de la masa del objeto y de la distancia medida perpendicularmente entre ambos ejes.

## Enunciado

### Momentos de inercia
Dado un eje que pasa por el centro de masa de un sólido y dado un segundo eje paralelo al primero, el momento de inercia de ambos ejes está relacionado mediante la expresión:
| Símbolo                 | Nombre                                                                                |
| ----------------------- | ------------------------------------------------------------------------------------- |
| {\displaystyle I_{z,P}} | Momento de inercia del cuerpo según el eje que no pasa a través de su centro de masas |
| {\displaystyle I_{z,G}} | Momento de inercia del cuerpo según un eje que pasa a través de su centro de masas    |
| {\displaystyle m}       | Masa del objeto                                                                       |
| {\displaystyle r}       | Distancia perpendicular entre los dos ejes                                            |

El resultado anterior puede extenderse al cálculo completo del tensor de inercia. Dado una base vectorial B el tensor de inercia según esa base respecto al centro de masas y respecto a un punto diferente del centro de masas están relacionados por la relación:
| Símbolo                            | Nombre                                |
| ---------------------------------- | ------------------------------------- |
| {\displaystyle {\boldsymbol {OG}}} | Vector con origen en O y extremo en G |
| {\displaystyle \mathbf {U} }       | Matriz identidad                      |

### Segundos momento de área
La regla puede ser aplicada con la regla de extensión y el teorema de los ejes perpendiculares para encontrar momentos de inercia de una variedad de formas.

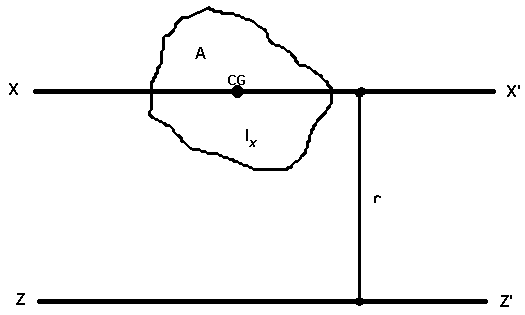
Regla de los ejes paralelos para el momento de inercia

La regla de los ejes paralelos también puede aplicarse al segundo momento de área (momento de inercia planar)
para una región plana D:
| Símbolo               | Nombre                                                      |
| --------------------- | ----------------------------------------------------------- |
| {\displaystyle I_{z}} | Momento de inercia planar de D relativo al eje paralelo     |
| {\displaystyle I_{x}} | Momento de inercia planar de D relativa a su centroide      |
| {\displaystyle A}     | Área de una región plana D                                  |
| {\displaystyle r}     | Distancia del nuevo eje z al centroide de la región plana D |

Nota: El centroide de D coincide con el centro de gravedad (CG) de una lámina fija
con la misma forma que tiene densidad uniforme.

### Tensor de inercia
En mecánica clásica, el teorema de Steiner (también como teorema de Huygens-Steiner) puede ser generalizado para calcular un nuevo tensor de inercia Jij a partir de un tensor de inercia sobre el centro de masas Iij cuando el punto pivotante es un desplazamiento a del centro de masas:
{\displaystyle J_{ij}=I_{ij}+m(\|{\boldsymbol {a}}\|^{2}\delta _{ij}-a_{i}a_{j})\!}
donde
{\displaystyle {\boldsymbol {a}}=a_{1}{\boldsymbol {\hat {x}}}+a_{2}{\boldsymbol {\hat {y}}}+a_{3}{\boldsymbol {\hat {z}}}\!}
es el vector desplazamiento del centro de masas al nuevo eje, y
{\displaystyle \delta _{ij}\!}
es la función delta de Kronecker.
Se puede ver que, para elementos diagonales (cuando i = j), desplazamientos perpendiculares al eje de rotación resultan en la versión simplificada mostrada arriba del teorema de Steiner.

## Demostración
Se asumirá, sin pérdida de generalidad, que en un sistema de coordenadas cartesiano la distancia perpendicular entre los ejes se encuentra a lo largo del eje x y que el centro de masas se encuentra en el origen. El momento de inercia relativo al eje z, que pasa a través del centro de masas, es:

{\displaystyle I_{z,cm}=\int {(x^{2}+y^{2})}\ {\text{d}}m}

El momento de inercia relativo al nuevo eje, a una distancia perpendicular r a lo largo del eje x del centro de masas, es:

{\displaystyle I_{z}=\int {((x-r)^{2}+y^{2})}\ {\text{d}}m}

Si desarrollamos el cuadrado, se obtiene:
{\displaystyle I_{z}=\int {(x^{2}+y^{2})}\ {\text{d}}m+r^{2}\int \ {\text{d}}m-2r\int {x}\ {\text{d}}m}
El primer término es Icm, el segundo término queda como mr2, y el último término se anula, puesto que el origen está en el centro de masas. Así, esta expresión queda como:
{\displaystyle I_{z}=I_{cm}+mr^{2}\,}

## Generalización
Para los momentos de tercer orden {\displaystyle \scriptstyle J_{ijk}} se tiene la expresión:
| Símbolo                         | Nombre                                               |
| ------------------------------- | ---------------------------------------------------- |
| {\displaystyle J_{ijk}^{(CM)}}  | Momentos de tercer orden respecto al centro de masa  |
| {\displaystyle I_{ij}^{(CM)}}   | Momentos de segundo orden respecto al centro de masa |
| {\displaystyle \epsilon _{ijk}} | Símbolo de Levi-Civita                               |

Si para el cálculo anterior se usan ejes paralelos a los ejes principales de inercia, se tiene:

{\displaystyle J_{ijk}=J_{ijk}^{(CM)}+Ad_{i}d_{j}d_{j}.}